# Đông Dữ Bình
đảo Đông Dữ Bình  (tiếng Trung: 東嶼坪嶼; Hán-Việt: Đông Dữ Bình dữ; bính âm: Dōngyǔpíng Yǔ) là một đảo thuộc thôn Đông Bình, hương Vọng An, huyện Bành Hồ, Đài Loan. Đảo rộng 0,4792 km2 Đảo Đông Dữ Bình là một trong bốn đảo phương nam của quần đảo Bành Hồ (ba đảo khác là Đông Cát, Tây Cát và Tây Dữ Bình), nằm sát đảo Tây Dữ Bình. 
Đảo Đông Dữ Bình được hình thành cách đây khoảng 8 triệu năm và là hòn đảo cuối cùng được hình thành từ dung nham núi lửa ở quần đảo Bành Hồ. Cái tên Đông Dữ Bình được đề cập lần đầu tiên trong cuốn sách "Bành Hồ Đài Loan kỷ lược" (澎湖台灣紀略) năm 1684.
Hiện có khoảng 10 gia đình sống trên đảo, với dân số chỉ hơn 20 người. Các ngành công nghiệp chính của đảo Đông Dữ Bình là du lịch và ngư nghiệp. Hiện nay đảo Đông Dữ Bình được đưa vào phạm vi của Vườn quốc gia hải dương Nam Bành Hồ để bảo vệ.